# Kerimasita
La kerimasita és un mineral de la classe dels silicats, que pertany al grup de la schorlomita. Rep el seu nom del volcà Kerimasi, a Tanzània, la seva localitat tipus.

## Característiques
La kerimasita és un silicat de fórmula química Ca₃Zr₂(SiFe3+
2)O₁₂. Va ser aprovada com a espècie vàlida per l'Associació Mineralògica Internacional l'any 2009. Cristal·litza en el sistema isomètric. És l'anàleg de ferro de la kimzeyita i l'anàleg amb zinc de la toturita.
Segons la classificació de Nickel-Strunz, la kerimasita pertany a «9.AD - Nesosilicats sense anions addicionals; cations en [6] i/o major coordinació» juntament amb els següents minerals: larnita, calcio-olivina, merwinita, bredigita, andradita, almandina, calderita, goldmanita, grossulària, henritermierita, hibschita, hidroandradita, katoïta, kimzeyita, knorringita, majorita, morimotoïta, schorlomita, spessartina, uvarovita, wadalita, holtstamita, toturita, momoiïta, eltyubyuïta, coffinita, hafnó, torita, thorogummita, zircó, stetindita, huttonita, tombarthita-(Y), eulitina i reidita.

## Formació i jaciments
Va ser descoberta al volcà Kerimasi, situat a la regió d'Arusha, a Tanzània. També ha estat descrita al mont Lakargi, a la república de Kabardino-Balkària (Rússia); a Zlatno, al comtat de Banská Štiavnica, a la regió de Banská Bystrica (Eslovàquia); i a dos indrets més de l'estat de Renània-Palatinat, Alemanya: la pedrera Caspar del volcà Bellerberg, a Mayen, i a Emmelberg, a Daun.